# Кузьменко, Николай Иванович (российский политик)
Николай Иванович Кузьменко (23 ноября 1942, Свидовец, Черниговская область — 30 декабря 2013, Северск, Томская область) — глава администрации ЗАТО Северск (1991—2005), мэр — председатель думы Северска (2005—2010), почётный гражданин города (1999).

## Биография
- 1956—1960 — Киевский электромеханический техникум железнодорожного транспорта[1].
- 1960 — электромонтёр на Сибирском химическом комбинате[1].
- 1968 — окончил без отрыва от производства Томский политехнический институт по специальности Автоматика и телемеханика[1].
- 1976—1980 — заочная аспирантура при Томском институте автоматизированных систем управления и радиоэлектроники, специальность «Элементы и устройства вычислительной техники и систем управления»[1].
- 1978—1984 — директор ремонтно-механического завода СХК[1].
- В 1984 избран председателем исполкома Совета народных депутатов Томска-7[1].
- В 1991 году указом Президента РСФСР был назначен главой администрации города Северска[1] .
- В 1996 избран главой администрации ЗАТО Северск подавляющим числом проголосовавших избирателей города — 93 %.[источник не указан 2775 дней] В 2000 году был переизбран на новый срок, набрав 84,6 % голосов[2]. 9 октября 2005 на всенародном голосовании избран мэром — председателем думы Северска. За него проголосовали 58,8 % избирателей[3]. 21 октября вступил в должность[4]. В июле 2010 года отказался баллотироваться на новый срок[5].

С января 2011 по январь 2013 г. — советник генерального директора СХК.
Автор двух изобретений, а также ряда научных работ.
В 1996 году был избран действительным членом Томского отделения Российской инженерной Академии, в июне 2000 года ему присвоено ученое звание доцента, а с 6 октября 2002 года являлся действительным членом Академии проблем безопасности, обороны и правопорядка.
Скончался 30 декабря 2013 года.
Жена — Евгения Леонидовна Кузьменко (Залесова), род. в 1942, по профессии медик. Сын Владислав (1966 г.р.) — один из менеджеров в системе СХК.

## Награды
- медаль СССР «За доблестный труд. В ознаменование 100-летия со дня рождения Владимира Ильича Ленина» (1970)[источник не указан 2775 дней]
- орден «Знак Почёта» (1981)[1]
- медаль «Ветеран труда» СССР (1990)[источник не указан 2775 дней]
- нагрудный знак отличия Минсредмаша СССР «За отличную работу» (1990)[источник не указан 2775 дней]
- нагрудный знак отличия «За отличие в службе» (1995)[источник не указан 2775 дней]
- орден Почёта (1996)[8]
- нагрудный знак «Ветеран атомной энергетики и промышленности РФ]» (1999)[источник не указан 2775 дней]
- почётный знак «За заслуги в развитии физической культуры и спорта» (1999)[источник не указан 2775 дней]
- Почётный гражданин Северска (1999)[1]
- орден святого благоверного князя Даниила Московского III степени (РПЦ, 2002)[1]
- знак отличия «За заслуги перед Томской областью»[1] (2002)
- нагрудный знак (ведомственный орден) «Е. П. Славский»[1] (Росатом, 2007)
- почётный знак Союза журналистов России «За содействие профессиональному сообществу»[источник не указан 2775 дней]
- Почётная грамота Совета Федерации ФС РФ (2009)[1]
- Почётная грамота Томской области (2009)[1]